# الشارف الغرياني
الشارف باشا حمد الغرياني (1877 - 26 فبراير 1945) بزاوية جنزور في شعبية البطنان الحالية جنوب طبرق في برقة ليبيا ونشأ في الزوايا السنوسية اسوة بوالده،  تولى الجناح السياسي في الحركة السنوسية بعد مغادرة إدريس السنوسي إلى مصر بعد استيلاء الفاشيين على إيطاليا التي كانت تحتل ليبيا في ذلك الوقت. ونقض الفاشيين لجميع المعاهدات التي كانت بين السنوسيين والحكومة الإيطالية وهدم زواياهم. توفي في 1945 ودفن في قرية بوزيان بغريان.

## حياته
ولد الشارف أحمد أبو عبد الله  الغرياني سنة 1877م (1293هـ) في زاوية جنزور (الدفنة) منطقة البطنان جنوب شرق مدينة طبرق وتوفي في 26 فبراير 1945م ودفن في قرية بوزيان بغريان، والباشا هو سليل بيت سادة شرف وعلم وفضل، عرف عنهم التدين والتبحر في العلوم الشرعية. ترجع أصوله إلى قرية الكميشات بجبل نفوسة بمنطقة غريان، وبها مرقد جده الشهير السيد أبي عبد الله الكميشي.
كان أول من أتى من الغرب وبالتحديد من الكميشات من آل الغرياني الشيخ حسين بن عبد الله الكميشي الغرياني (عم الشارف) الذي التحق بالسيد الإمام محمد بن علي السنوسي عام 1843م (1258هـ) بعد لقائه به في طرابلس وانضم إلى مجلس إخوان السنوسية، وكان ضمن من أتوا من الغرب ليفقّهوا بادية برقة في دينهم، ويقضوا بينهم بشرع الله، وعرف عن الشيخ الصلاح والتقوى والتفاني في عمله. استقر الشيخ حسين في بادئ الأمر في الجبل الأخضر حيث وجد الترحاب والكرم من أهل الجبل لاسيما بعد تأسيس الزاوية البيضاء التي خلعت اسمها على مدينة البيضاء، وهذا مرجعه إلى اميرالجبل الأخضر أبوبكر حدوث وعقل بدو الجبل وداهيتهم الشيخ عمر جلغاف الذين بالفعل أعطيا للسيد الإمام أرضاً من أملاك عائلة جلغاف بعد تنافس مع عائلة حدوث على الرغم من أنهما من بيت طامية أقوى بيوت البراعصة. وشيدت على أرض عائلة حدوث الزاوية الأم على مقربة من ضريح الصحابي رويفع بن ثابت الأنصاري، وتولى الشيخ حسين رياستها، ومن ثم لحق بالشيخ حسين الغرياني شقيقه أحمد (ويعرف محلياً بـ حمد)، والد الشارف باشا، وانتقل الاثنان مع بعض الأقارب الذين وفدوا من غريان ليستقر جميعهم حول زاوية جنزور حيث عينه السيد الإمام رئيساً لها ليخدم السنوسية حتى وافته المنية هناك وكان قبره كعبة الزوار من بادية تلك البقاع، لهذا عُرف سلف وخلف الغراينة بمنطقة دفنة بمناصرة السنوسية ومشروعها الإصلاحي، وهم بالفعل من سهر على زاوية جنزور في منطقة البطنان التي تقطنها قبائل الجرارة والحبون والقطعان والمنفة التي خرج منها الشيخ الرمز عمر المختار. ويبقى أشهرهم الشيخ حسين الغرياني، عم الشارف باشا، الذي ظل شيخاً لزاوية دفنة (التي تعرف أيضاً بزاوية جنزور الشرقية) بعدما أسسها السيد الإمام محمد بن علي السنوسي في تلك الربوع.
ورجال قبيلة المنفة عرفوا بحبهم الغراينة وتبركهم بهؤلاء المؤمنين حتى سموا أولادهم بأسماء الغراينة، فمن عادات البادية التبرك بالأشراف وأولياء الله الصالحين، ولعل أشهر منفي يحمل اسم الغرياني هو: المجاهد الغرياني مفتاح المنفي، عضو الجمعية الوطنية التي أسسها المهاجرون الليبيون للتصدي للمراحل القادمة من الجهاد السياسي. واستمرت هذه المودة بين الشيخ الشارف وقبيلة المنفة، كما يبدو عندما ساعد الشارف باشا المجاهد محمد المنفي، المعروف بالكيلاني، الذي كان يهرب المؤن والأسلحة للمجاهدين. فقد ساعده الشارف باشا بإرسال من يقوم بإدخال صفقة للمجاهدين في هيئة تجارة كما روى أحفاد المجاهد.

## الشارف الغرياني وعمر المختار
اختلف الشارف الغرياني حول طريقة التعامل مع الغزو الإيطالي لليبيا مع زعيم المقاومة السنوسية في برقة عمر المختار، ففي حين رأى الشارف الغرياني أن الإيطالين قوة لا تُقهر، وبالتالي من الأفضل مهادنتهم، رأى عمر المختار أن النضال المسلح يجب أن يكون وسيلة التفاهم مع الإيطاليين، حتى ولو كان الأمل في النصر مفقود تماماً